# 拟雀啄果鸟
拟雀啄果鸟（学名：Oreocharis arfaki），是一种分布于印度尼西亚和巴布亚新几内亚的雀类。它们是拟雀啄果鸟属（学名：Oreocharis）的单型种。它们的栖息地位于亚热带或热带潮湿的山地森林中。
虽然拟雀啄果鸟的种群数量未得到具体统计，但它们有着非常大的分布范围且在当地被描述为“常见的”，故被评估为无危。